# 黑鷹計劃
是一部2001年上映的美國戰爭電影，由雷利·史考特執導，描述1993年索馬利亞戰爭，美國陸軍因為情報錯誤而與索馬利亞武裝民兵進行持久的巷戰過程。影片改編自美国作家馬克·包登1999年出版的书籍《黑鷹計畫》，該部片獲得第74屆奧斯卡金像獎最佳混音及最佳電影剪接獎。

## 劇情
本片描述了1993年的摩加迪休之戰的情況，讲述了由美軍三角洲部隊及美國陸軍遊騎兵所組合而成的戰鬥隊伍，與索馬利亞數以千計的武裝民兵作战的故事。
1993年，威廉·加里森少將指揮的這支特種部隊的任務是要捉拿索馬利亞軍閥艾迪德的兩位重要手下，原本任務預計約半小時，由三角洲部隊先逮捕兩位目標後，再由丹尼·麥奈中校（湯姆·賽斯摩飾）指揮的悍馬 (軍用汽車)車隊護送回營地。不料由克里夫頓·威考駕駛的「超級61」UH-60黑鹰直升机遭到索馬利亞民兵RPG-7火箭的攻擊而墜毁，使得在目標建築物附近建立防線的遊騎兵部隊，必須前往墜機地點檢查有無生還者，結果演變成了长达15小時的持久戰鬥。
遊騎兵的小隊在第一架黑鷹直升機墜落後，紛紛趕往墜機地點建立防線。而麥奈中校的悍馬車隊則因為遭到強烈攻擊而先行返回營地，但同時另一架黑鷹直升機也遭到攻擊，由麥可·杜蘭特所駕駛的「超級64」也墜毁，在其他小隊無法立即支援的情況下，三角洲軍士蘭迪·舒哈特以及蓋瑞·高登自願前往墜機地點保護現場，他們找到了生還的飞行员杜蘭特，但3人還是無法敵過數以百計的索馬利亞民兵的攻擊，蘭迪以及蓋瑞殉職，杜蘭特則被俘虜。
在彈盡糧絕的情況下，駐紮在「超級61」墜機地點附近的遊騎兵（艾佛斯曼上士）以及三角洲小隊（傑夫·桑德斯士官長）遲遲無法脫離敵營，蓋瑞森少將請求美軍第10山地師和巴基斯坦維和部隊增援，另一方面，三角洲士官長胡特率領士兵前往「超級64」墜機地點檢查有無生還人員，並現場拆解直升機的部份支架，最後胡特與艾佛斯曼上士會合，在敵人猛烈的砲火攻擊之下，這群被困的士兵被迫再度與索馬利亞民兵決一死戰。另一方面，麥奈中校的悍馬車隊重回戰場，與增援的裝甲車隊前往護送受傷以及死亡的隊員回到營地。最後艾佛斯曼上士與桑德斯士官長的小隊安全地回到營地，這場长达15個小時的激戰算是暫時告一段落。但這場戰鬥共造成19名美軍死亡、73名美军受傷，對這支總人數百人出頭的部隊而言可說是相當慘烈。

## 演員
| 演員        | 角色          | 身份 |
| ----------- | ------------- | --- |
| 喬許·哈奈特 | 麥特·艾佛斯曼 | 美國遊騎兵部隊上士，同時也是片中的遊騎兵小隊的小隊長。                                                           |
| 伊旺·麥奎格 | 約翰·葛林姆   | 美國遊騎兵部隊專業人員，真實角色是根據SPC約翰·史坦賓而成。                                                       |
| 湯姆·賽斯摩 | 丹尼·麥奈     | 美國遊騎兵部隊第三營中校營長，於行動中兼任悍馬車隊的指揮官。                                                     |
| 傑森·艾薩克 | 麥克·史蒂爾   | 美國遊騎兵部隊第三營B連上尉連長。                                                                                |
| 艾瑞克·巴納 | 諾姆·胡特     | 美國三角洲部隊三等士官長，真實角色是根據三角洲部隊三等士官長Norm "Hoot" Gibson而成。                             |
| 威廉·費契納 | 傑夫·桑德斯   | 美國三角洲部隊三等士官長，真實角色是根據三角洲部隊三等士官長Paul Howe而成。                                      |
| 艾文·布萊納 | 尚恩·尼爾森   | 美國遊騎兵部隊專業下士（SPC）。                                                                                  |
| 湯姆·哈迪   | 藍斯·托比     | 美國遊騎兵部隊專業下士。                                                                                         |
| 山姆·謝普   | 威廉·蓋瑞森   | 少將，是摩加迪休之戰的總指揮官。                                                                                 |
| 休·丹西     | 柯特·史密德   | 美國三角洲部隊三等士官長，片中是美國陸軍遊騎兵的軍醫。                                                           |
| 朗·埃達德   | 麥可·杜蘭特   | 墜落黑鷹直昇機「超級64」的飛行員，是墜機後的生還者並被索馬利亞民兵挾持。                                         |
| 奧蘭多·布魯 | 陶德·布拉朋   | 美國遊騎兵部隊上等兵，戰爭中屬於艾上士的第四小隊。於繩索垂降時因直升機閃躲火箭筒而不慎墜落，立即被送往悍馬車隊。 |

## 製作
主體拍攝於2001年3月8日開始，於非洲進行製作。

## 票房
《黑鷹計劃》最初於2001年12月28日於美國4家戲院上映，開幕首週僅有179,823美元。然而2002年1月18日全國聯映後，一共計3,101間戲院上映，首周以28,611,736美元勇奪當週票房冠軍，隨後蟬聯了三週的票房冠軍。總計在美國下映後當地票房為108,638,745美元，全球票房為172,989,651美元。
| 上一届： 《魔戒首部曲：魔戒現身》 | 2002年美國週末票房冠軍 第3週至第5週 | 下一届： 《間接傷害》 |

## 獎項
得獎獎項
- 第74屆奧斯卡金像獎最佳剪輯獎（皮卓·史凱利亞）
- 第74屆奧斯卡金像獎最佳混音獎（Michael Minkler、Myron Nettinga、Chris Munro）
- 2002年金帶獎
- 2002年Harry Award

提名獎項
- 第74屆奧斯卡金像獎最佳導演獎（雷利·史考特）
- 第74屆奧斯卡金像獎最佳攝影獎（史拉瓦米爾·伊札克）
- 2002年美國電影協會年度最佳攝影獎（史拉瓦米爾·伊札克）
- 2002年美國電影協會年度最佳導演獎（雷利·史考特）
- 2002年美國電影協會年度最佳影片獎（傑利·布魯克罕默、雷利·史考特）
- 2002年美國電影協會年度最佳剪接獎（皮卓·史凱利亞）
- 2002年美國電影協會年度最佳製作獎（亞瑟·麥克斯）

## 原聲帶
《黑鷹計劃》電影原聲帶由漢斯·季默配樂。

### 音軌
1. Hunger
2. Barra Barra (由瑞奇·塔哈（英语：Rachid Taha）演唱)
3. Vale of Plenty
4. Chant
5. Still
6. Mogadishu Blues
7. Synchrotone
8. Bakara
9. Of the Earth
10. Falling To Pieces (由〈Faith No More〉演唱)
11. Gortoz A Ran J'Attends (由莉薩·傑勒德和丹尼茲·布萊傑（英语：Denez Prigent）演唱)
12. Tribal War
13. Leave No Man Behind
14. Minstrel Boy (由喬·史卓莫（英语：Joe Strummer）、〈The Mescaleros》演唱)
15. Still Reprise